# ワニギス亜目
ワニギス亜目（学名：Trachinoidei）は、スズキ目に所属する魚類の分類群の一つ。12科53属で構成され、イカナゴ・ハタハタなど237種が記載される。沿岸域の砂礫地に生息する底生魚が多い。

## 分布・生態
ワニギス亜目の魚類はそのほとんどが海水魚で、淡水産種はケイマッリクテュス科の1種などごく少数に限られる。熱帯地方の沿岸域に生息する種類が多いが、ミシマオコゼ科の一部など河口域に進出するもの、クロボウズギス科など外洋の深海で生活する種類、イカナゴ科およびハタハタ科のように寒冷な海域に分布する魚類も含まれる。
ワニギス亜目には12科が所属するが、トラギス科・ホカケトラギス科・ミシマオコゼ科の3科に約6割の種類が含まれる。これら3科の仲間はいずれも底生性の沿岸魚で、砂地あるいは礫地の海底でじっと獲物を待つ姿が観察される。砂に潜る性質をもつ種類が多く、昼の間はほぼ全身を埋没させているミシマオコゼ、体の半分を砂に埋もれさせるハタハタや、普段は海底の直上を泳ぎ危険を感じると瞬時に砂泥中に潜り込むタイワンイカナゴなど、さまざまな習性がみられる。上記3科以外の仲間も多くは底生魚だが、クロボウズギス科の魚類は海底から離れた中層を遊泳して生活する。
日本近海にも比較的多くの種類が分布しており、ハタハタ・イカナゴなどは食用種として漁獲される。他種も底引き網・刺し網などに混獲され、主に練り製品の原料として利用される。

## 形態
基底の長い背鰭と臀鰭をもつことが、多くのワニギス類に共通する特徴となっている。背鰭は2つの部分に分かれることが多く、第1背鰭は棘条のみ、第2背鰭は少数の棘条と多くの軟条で構成される。
ワニギス亜目の単系統性を示す形態学的形質は乏しく、腹鰭・胸鰭の支持骨格にいくつかの特徴を有するのみである。

## 分類
ワニギス亜目にはNelson（2006）の体系において12科53属237種が認められている。設置されている科のいくつかは暫定的なものとみなされ、再検討の必要性が指摘されている。かつて本亜目に所属したポリディクテュス科 Pholidichthyidae は、現在では独立の亜目として扱われるようになった。

### クロボウズギス科

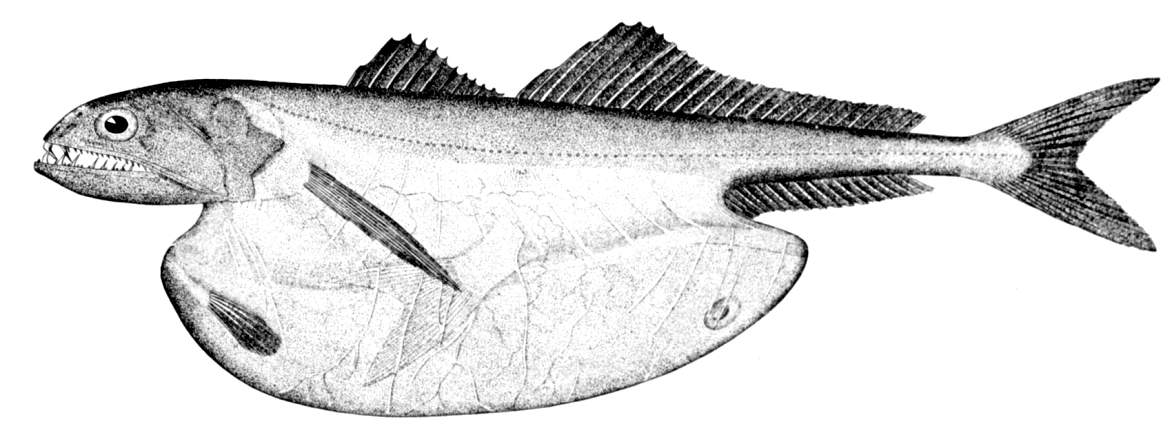
オニボウズギス Chiasmodon niger （クロボウズギス科）。大きな獲物を飲み込み、腹部が極端に拡張している

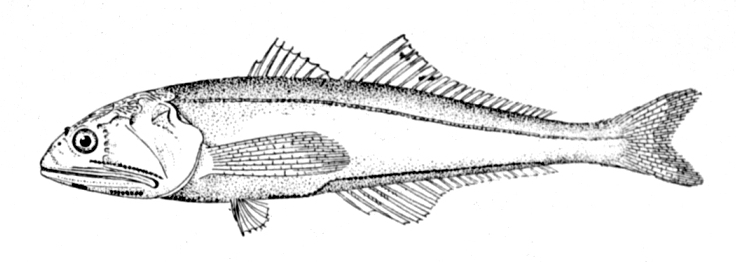
クロボウズギス科の1種（Pseudoscopelus scriptus）。本科には中層遊泳性の深海魚が多く所属する

クロボウズギス科 Chiasmodontidae は4属15種を含み、外洋の深海に分布する種類が多い。クロボウズギス属の魚類は発光器を備えており、深海魚としての適応が認められる一群である。
口が大きく鋭い歯をもち、上顎は細長く癒合した前上顎骨と主上顎骨によって支えられている。口と胃の伸縮性が極めて高く、自身よりも大きな獲物を捕食し、飲み込むことが可能になっている。
- オニボウズギス属 Chiasmodon
- クロボウズギス属 Pseudoscopeius
- トゲボウズギス属 Dysalotus
- ワニグチボウズギス属 Kali

### ワニギス科
ワニギス科 Champsodontidae は1属13種からなり、インド洋・太平洋に分布する。細長い腹鰭が特徴で、胸鰭よりも前に位置する。第1背鰭は短く、棘条は5本。
本科は他のワニギス亜目魚類との関連性が乏しく、むしろカサゴ目に近縁とする見解もある。北部カフカース地方における始新世の地層から、絶滅属 Eochampsodon の化石が見つかっている。
- ワニギス属 Champsodon

### ハタハタ科

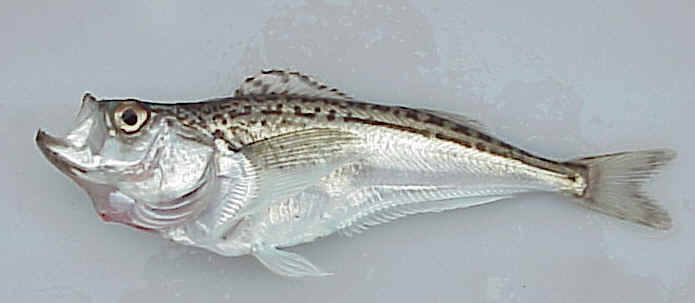
エゾハタハタ（Trichodon trichodon）。本種はカリフォルニアからアラスカにかけての太平洋北東部に分布する

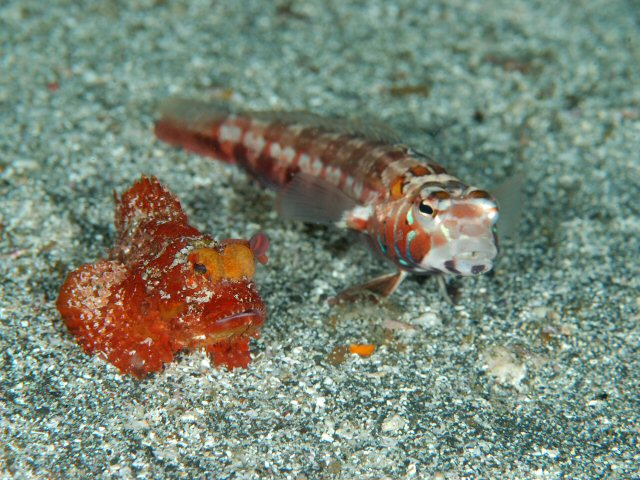
トラギス Parapercis pulchella （トラギス科）。左はヒメサツマカサゴ（カサゴ目）。特徴的な縞模様が和名の由来となっている

ハタハタ科 Trichodontidae は2属2種からなり、いずれも北太平洋の沿岸域に生息する。砂地の海底で、体の後ろ半分を砂中に沈めた状態でじっとしていることが多い。アラスカから日本・韓国にかけて分布するハタハタ（Arctoscopus japonicus）は、日本では底引き網・定置網で漁獲され塩焼きなどにして利用されるほか、その卵は「ブリコ」と呼ばれ珍重される。
口はほぼ真上を向き、房飾りのような構造に縁取られている。前鰓蓋骨には5本のトゲがある。鱗をもたず、側線は不明瞭である。第1背鰭の棘条は8-16本で、第2背鰭との間隔が広い。
- ハタハタ属 Arctoscopus　ハタハタのみ
- エゾハタハタ属 Trichodon　エゾハタハタのみ

### トラギス科
トラギス科 Pinguipedidae は5属54種で構成される。大西洋の沿岸部に住む種類が多いが、インド洋・太平洋にも分布する。沿岸から大陸棚辺縁にかけての底部に生息する。日本周辺からも2属20種余りが知られる。
口は端位にあり、前に突き出すことができる。背鰭は1つにまとまっており、隣り合う鰭条の間には切れ込みがみられる。腹鰭は胸鰭の真下か、やや前に位置する。
- キスジトラギス属 Kochichthys
- トラギス属 Parapercis
- 他3属

### ケイマッリクテュス科

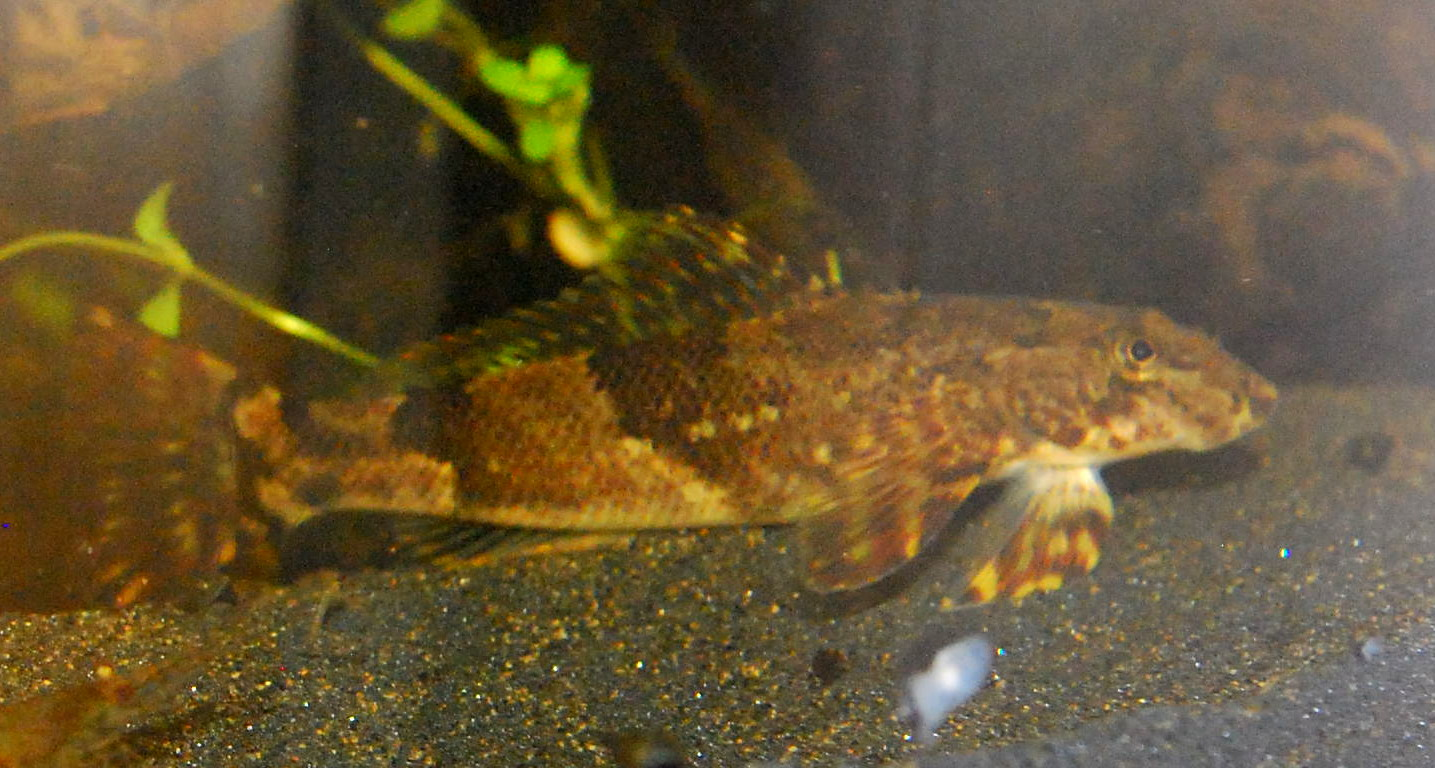
Cheimarrichthys fosteri （ケイマッリクテュス科）。ワニギス亜目に所属する数少ない淡水魚の1種

ケイマッリクテュス科 Cheimarrhichthyidae は1属1種。ニュージーランドの河川に住む淡水魚、Cheimarrichthys fosteri のみで単独の科を構成するが、トラギス科と近い関係にある可能性が指摘されている。
口は下向きで、突き出すことはできない。背鰭の棘条は3-5本で、丈は短く不連続である。腹鰭は胸鰭よりも前方に位置する。
- ケイマッリクテュス属 Cheimarrichthys

### ベラギンポ科
ベラギンポ科 Trichonotidae は1属8種からなり、インド洋から太平洋にかけて分布する。体は細長く、危険を感じると砂の中に潜って隠れる習性がある。
下顎は上向きに突出している。背鰭は1つで、腹鰭は喉の位置にある。虹彩の背側に多数の細長いフラップ状の構造（虹彩皮弁）があり、水晶体を覆っている。多くの種は性的二形を示し、雄の背鰭軟条が細長く伸びる種類（リュウグウベラギンポなど）がある。また、側線鱗に深いV字型の切れ込みをもつなど、多彩な形態学的特徴を示す一群である。
- ベラギンポ属 Trichonotus

### トビギンポ科

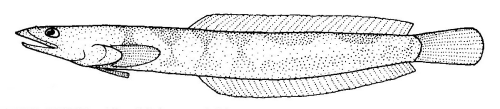
トビギンポ科の1種（Tewara cranwellae）。厚い上唇が本科魚類の特徴である

トビギンポ科 Creediidae は7属16種を含み、インド洋・西部太平洋にかけて分布する。主に沿岸の砂地に生息し、最大長8cm程度の小型の魚類である。
体は円筒状で、下顎には毛状あるいは肉質の突起が並ぶ。上唇は肉質で非常に厚く、下顎を覆うように前に突き出している。眼がやや突出する。背鰭は1つで、棘条をもたない。側線が胸鰭の上方から尾鰭の下端まで斜めに走行する。
- スナギンポ属 Creedia
- トビギンポ属 Limnichthys
- 他5属

### ホカケトラギス科

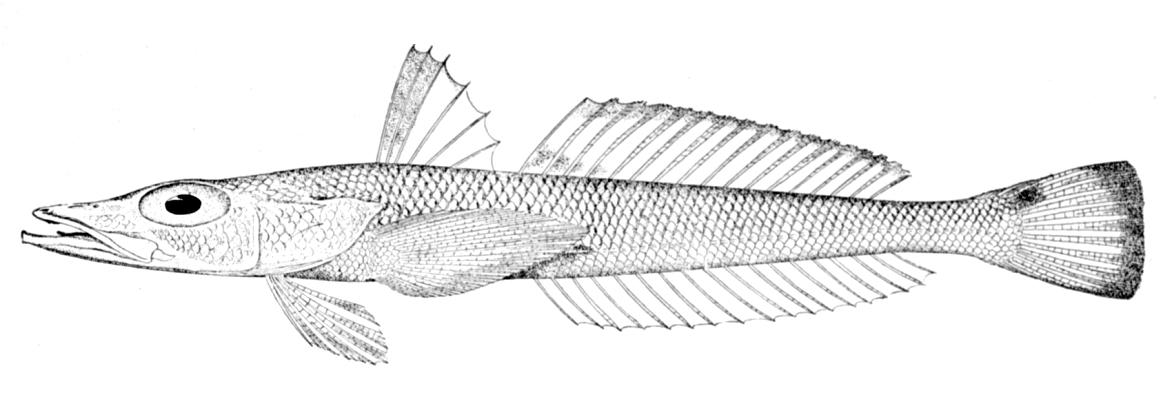
ホカケトラギス科の1種（Bembrops gobioides）。頭部は扁平で、深海の底部に住む種類が多い

ホカケトラギス科 Percophidae は3亜科11属44種で構成され、太平洋北東部を除く三大洋に分布する。日本近海に分布する種類には、大陸棚辺縁の底部に生息する深海魚が多い。
頭部は縦方向に平たく、やや上を向いた大きな眼が特徴である。背鰭は棘条部と軟条部に分かれる。
- Percophinae 亜科 1属1種。西部大西洋の熱帯域に生息する Percophis brasiliensis のみが所属する。背鰭の棘条は8-9本。
  - Percophis 属
- Bembropinae 亜科 2属22種。背鰭の棘条は6本。下顎は上顎より長い。
  - アイトラギス属 Bembrops
  - イバラトラギス属 Chrionema
- Hemerocoetinae 亜科 8属22種。背鰭の棘条を欠く種類があり、ある場合は2-6本。下顎は上顎と同じ長さか、やや短い。
  - ヒゲトラギス属 Acanthaphritis
  - ヒメトラギス属 Osopsaron
  - ホカケトラギス属 Pteropsaron
  - マツバトラギス属 Matsubaraea
  - 他4属

### レプトスコプス科
レプトスコプス科 Leptoscopidae は3属5種からなる。オーストラリア・ニュージーランドの沿岸海域および河口域に生息する。唇には飾り状の突起がみられ、眼は上向きにつく。
- Crapatalus 属
- Leptoscopus 属
- Lesueurina 属

### イカナゴ科

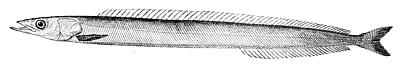
イカナゴ科の1種（Ammodytes dubius）。本科魚類は北方に分布する種であるほど、形態の特化が進む傾向にある

イカナゴ科 Ammodytidae （Sand eels） は8属23種を含む。三大洋の熱帯域から、北極海など寒冷な海に至るまで幅広い分布域をもつ。資源量の大きい魚類の一つで、中・大型魚類や海棲哺乳類および鳥類の重要な食料となっている。日本近海にも分布するイカナゴ（Ammodytes personatus）は、水温の上昇する夏には砂の中に潜り、夏眠をする習性が知られている。
体は細長く円筒形で、発達した歯をもたず、浮き袋も欠く。下顎は上顎よりもやや長い。鱗は円鱗で微小。背鰭・臀鰭に棘条をもたず、腹鰭を欠く種類も多い。尾鰭は二又に分かれる。側線は体の上部、背鰭のすぐ近くを走行する。腹椎の数が尾椎よりも多く、スズキ目の中では例外的な特徴となっている。
- イカナゴ属 Ammodytidae
- タイワンイカナゴ属 Bleekeria
- ミナミイカナゴ属 Ammodytoides
- 他5属

### トラキヌス科

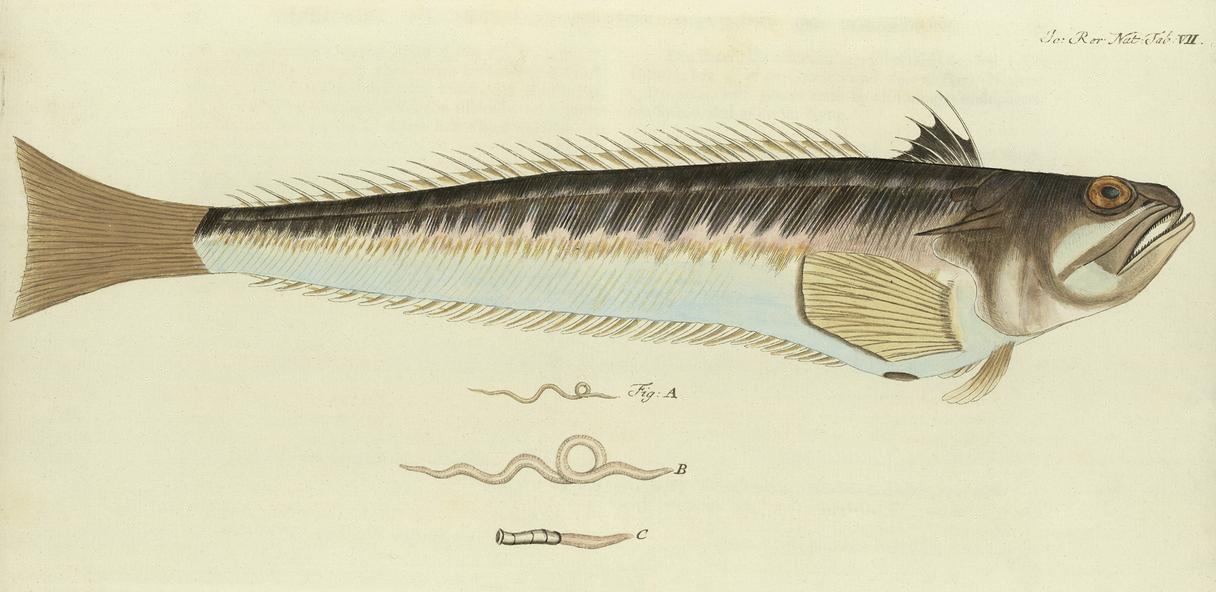
トラキヌス科の1種（Trachinus draco）

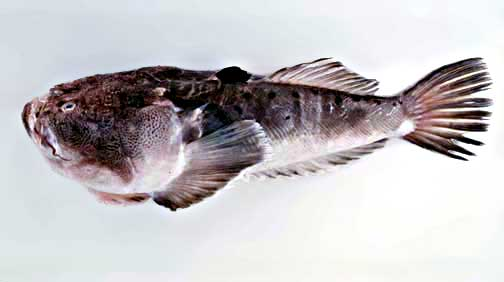
ミシマオコゼ科の1種（Uranoscopus sulphureus）。大きな頭部と胸鰭が本科の特徴

トラキヌス科 Trachinidae (Weevers) は2属6種からなり、東部大西洋（主に地中海）と黒海に分布する。他のワニギス類と同様、砂底に潜る性質がある。
体は細長い。背鰭の棘条は5-7本で、臀鰭にも2本の棘条をもつ。腹鰭は胸鰭よりも前方に位置する。鰓蓋のトゲと背鰭の第1棘条は毒腺と連続している。
- Echiichthys 属
- Trachinus 属

### ミシマオコゼ科
ミシマオコゼ科 Uranoscopidae は8属50種を含む。三大洋に分布し、一部の種類は河口域にも進出する。主に夜行性で、普段は砂の中に潜り、眼だけを外部に出している。日本で積極的な漁獲対象とされることはないが、底引き網などに混獲され、蒲鉾の原料になる。
頭部が顕著に大きく、眼は背中側を向く。口は上向きで、唇には飾りがついている。口の中にルアー状の構造物をもつ種類があり、獲物をおびき寄せるために使用される。Astroscopus 属の仲間は内鼻孔をもち吸気の際に使用されるほか、眼筋由来の発電器官を有している。鱗はないことが多く、ある場合でも滑らかで小さい。背鰭の棘条部は欠くことが多い。胸鰭の上側に強いトゲをもち、毒腺とつながっている。腹鰭は喉の位置にある。
- アオミシマ属 Xenocephalus
- カスリミシマ属 Selenoscopus
- サツオミシマ属 Ichthyscopus
- ミシマオコゼ属 Uranoscopus
- 他4属